# Oto-Hime
Oto-Hime je japanska božica Podvodnog Raja u koji odlaze dobre duše. Kći je boga mora. Poznata je i pod nazivom Zmajska Princeza. Poznata je po svojoj ljepoti i jednoj ljubavi sa smrtnikom, naočitim ribarom Urashimom.
Urashima je jednom prilikom ulovio kornjaču, ali se sažalio nad njom i vratio je natrag u more. Za nagradu kornjača mu je ponudila odvesti ga do Zmajske Princeze koja živi u Raju za dobre duše. Urashima se uspeo na leđa kornjače i čvrsto se držao dok nisu stigli do Podvodnog Raja božice Oto-Hime. Bila je prelijepa. Imala je dugu modru kosu boje valovitog mora, čiji su vrhovi bili od morske pjene. Oči su joj zakođer bile modre, bistre i očaravajuće. Nosila je dugu haljinu od raznobojne svile, lijepo ukrašenu biserima i školjkama. Palača je bila izgrađena od zlata, bisera, dragulja i školjki, a u njoj su stanovali zlatorepi zmajevi. Oto-Hime i ribar su se zaljubili. 
Živjeli su sretno, no nakon nekog vremena Urashima je poželio posjetiti svoje roditelje. Oto-Hime ga je pokušala razuvjeriti, ali njeni napori nisu urodili plodom. Zato mu je dala malu bisernu kutiju na kojoj je pisalo: Ne otvaraj! Urashima je uzeo kutijicu, popeo se na kornjačin oklop i otplovio natrg na kopno ostavljajući za sobom morski Eden. Kada je stigao na kopno, tu ništa nije bilo isto. Umjesto malog, skromnog ribarskog sela, tu se nalazila velika luka puna brodova i mirisa ribe. Jedino što je prepoznao bio je mali, skromni hram božice Benten.
Odjeća, običaji, pa čak i ljudi, su se promijenili. Urashima je razgovarao sa starim budističkim redovnikom, koji se tek kroz maglu sjećao spisa koji su o Urashiminoj obitelji govorili kao o časnim i poštenim ljudima koji su tu živjeli prije 300 godina. Urashima je bio toliko zapanjen otkrićem, da je bez razmišljanja otvorio kutijicu. Kolut dima se izdigao u zrak, a kada je ispario, Urashima je oslabio, ostario i na kraju se pretvorio u prah.